# Content Reference Identifier
Un Content Reference Identifier (CRID) est un URI spécial qui est utilisé comme un identificateur pour marquer dans les réseaux de télévision numérique des séries télévisées, une seule émission de télévision et des groupes d'émissions de télévision. Un CRID ne porte que sur le contenu d'une émission (ou un ensemble d'émissions) et non sur le canal et l'heure de transmission. 
Un CRID est habituellement déterminé par une « CRID Authority ». Cette CRID Authority peut être située, par exemple, directement chez les diffuseurs ou les fournisseurs d'EPG.